# Chrioloba erubescens
Chrioloba erubescens là một loài bướm đêm trong họ Geometridae.